# Greece's Next Top Model (mùa 3)
Mùa thứ ba của chương trình Greece's Next Top Model (viết tắt là GNTMgr, hay còn gọi là Greece's Next Top Model: Boys & Girls) được công chiếu vào ngày 7 tháng 9 năm 2020 được phát sóng trên kênh Star Channel. Lần đầu tiên tại Greece's Next Top Model, thí sinh nam tham gia vào cuộc thi.
Vicky Kaya, Angelos Bratis & Dimitris Skoulos cũng quay lại làm giám khảo mùa này, riêng Genevieve Majari sẽ làm giám khảo thay thế Iliana Papageorgiou. Ngoài ra, George Karavas sẽ làm cố vấn người mẫu thay thế Elena Christopoulou.
Giải thưởng mùa này bao gồm hợp đồng người mẫu hai năm với Elite Model Management tại Luân Đôn, Mitsubishi Space Star và giải thưởng tiền mặt trị giá €50,000.
Khoảng 10.000 thí sinh nam và nữ đã đăng ký tham gia chương trình. Mười thí sinh nữ và mười thí sinh nam được chọn để vào nhà chung.
Không giống như năm ngoái, không có bất kỳ điểm đến quốc tế nào do đại dịch COVID-19.
Người chiến thắng cuộc thi là Iraklis Chuzinov, 20 tuổi, đến từ Athens và là thí sinh nam đầu tiên chiến thắng của chương trình này.

## Các thí sinh
(Tuổi tính từ ngày dự thi)
| Thí sinh | Thí sinh                                        | Tuổi | Chiều cao               | Quê quán         | Bị loại ở | Hạng |
| -------- | ----------------------------------------------- | ---- | ----------------------- | ---------------- | --------- | ---- |
|          | Chrysa Kavraki Χρύσα Καβράκη                    | 20   | 1,73 m (5 ft 8 in)      | Chania           | Tập 8     | 20   |
|          | Alexandra Exarchopoulou Αλεξάνδρα Εξαρχοπούλου  | 21   | 1,76 m (5 ft 9+1⁄2 in)  | Malmö, Thụy Điển | Tập 9     | 19   |
|          | Panagiotis Petsas Παναγιώτης Πέτσας             | 22   | 1,82 m (5 ft 11+1⁄2 in) | Athens           | Tập 11    | 18   |
|          | Irida Papoutsi Ίριδα Παπουτσή                   | 25   | 1,72 m (5 ft 7+1⁄2 in)  | Agrinio          | Tập 13    | 17   |
|          | Eirini Mitrakou Ειρήνη Μητράκου                 | 18   | 1,70 m (5 ft 7 in)      | Artemida         | Tập 14    | 16   |
|          | Konstantinos Tsentolini Κωνσταντίνος Τσεντολίνι | 18   | 1,82 m (5 ft 11+1⁄2 in) | Thessaloniki     | Tập 15    | 15   |
|          | Theodora Rachel Θεοδώρα Ρασέλ                   | 24   | 1,70 m (5 ft 7 in)      | Thessaloniki     | Tập 19    | 14   |
|          | Panagiotis Antonopoulos Παναγιώτης Αντωνόπουλος | 23   | 1,86 m (6 ft 1 in)      | Larissa          | Tập 20    | 13   |
|          | Sifis Farantakis Σήφης Φαραντάκης               | 20   | 1,85 m (6 ft 1 in)      | Chania           | Tập 21    | 12   |
|          | Marinela Zyla Μαρινέλα Ζύλα                     | 20   | 1,75 m (5 ft 9 in)      | Rethymno         | Tập 22    | 11   |
|          | Emmanuel Elozieuwa Εμμάνουελ Ελόζιεουα          | 21   | 1,88 m (6 ft 2 in)      | Thessaloniki     | Tập 23    | 10   |
|          | Dimosthenis Tzoumanis Δημοσθένης Τζουμάνης      | 29   | 1,88 m (6 ft 2 in)      | Thessaloniki     | Tập 25    | 9    |
|          | Liia Chuzhdan Λία Τσουζντάν                     | 20   | 1,74 m (5 ft 8+1⁄2 in)  | Volos            | Tập 26    | 8    |
|          | Xenia Motskalidou Ξένια Μοτσκαλίδου             | 22   | 1,69 m (5 ft 6+1⁄2 in)  | Athens           | Tập 27    | 7    |
|          | Mariagapi Xypolia Μαριαγάπη Ξυπολιά             | 19   | 1,77 m (5 ft 9+1⁄2 in)  | Athens           | Tập 28    | 6    |
|          | Edward Stergiou Έντουαρντ Στεργίου              | 24   | 1,86 m (6 ft 1 in)      | Athens           | Tập 29    | 5    |
|          | Emiliano Marku Αιμιλιάνο Μάρκου                 | 20   | 1,85 m (6 ft 1 in)      | Athens           | Tập 30    | 4    |
|          | Andreas Athanasopoulos Ανδρέας Αθανασόπουλος    | 19   | 1,89 m (6 ft 2+1⁄2 in)  | Amaliada         | Tập 30    | 3    |
|          | Paraskevi Kerasioti Παρασκευή Κερασιώτη         | 19   | 1,77 m (5 ft 9+1⁄2 in)  | Patras           | Tập 30    | 2    |
|          | Iraklis Tsuzinov Ηρακλής Τσουζίνοβ              | 20   | 1,82 m (5 ft 11+1⁄2 in) | Athens           | Tập 30    | 1    |

## Thứ tự gọi tên
| Thứ tự | Tập           | Tập           | Tập           | Tập                    | Tập           | Tập                  | Tập           | Tập                                                                                          | Tập           | Tập           | Tập           | Tập           | Tập           | Tập                | Tập         | Tập             | Tập         | Tập       | Tập       | Tập                               | Tập       | Tập                       | Tập       |
| Thứ tự | 6             | 8             | 9             | 10                     | 11            | 13                   | 14            | 15                                                                                           | 16            | 17            | 18            | 19            | 20            | 21                 | 22          | 23              | 25          | 26        | 27        | 28                                | 29        | 30                        | 30        |
| ------ | ------------- | ------------- | ------------- | ---------------------- | ------------- | -------------------- | ------------- | -------------------------------------------------------------------------------------------- | ------------- | ------------- | ------------- | ------------- | ------------- | ------------------ | ----------- | --------------- | ----------- | --------- | --------- | --------------------------------- | --------- | ------------------------- | --------- |
| 1      | Konstantinos  | Emiliano      | Edward        | Iraklis Panagiotis A.  | Andreas       | Emiliano Dimosthenis | Iraklis       | Dimosthenis                                                                                  | Emiliano      | Emiliano      | Mariagapi     | Sifis         | Liia          | Emmanuel Iraklis   | Paraskevi   | Dimosthenis     | Xenia       | Iraklis   | Paraskevi | Andreas                           | Emiliano  | Andreas Iraklis Paraskevi | Iraklis   |
| 2      | Iraklis       | Andreas       | Andreas       | Iraklis Panagiotis A.  | Konstantinos  | Emiliano Dimosthenis | Mariagapi     | Emiliano                                                                                     | Liia          | Andreas       | Andreas       | Marinela      | Emiliano      | Emmanuel Iraklis   | Xenia       | Emiliano        | Edward      | Edward    | Iraklis   | Edward Emiliano Iraklis Paraskevi | Paraskevi | Andreas Iraklis Paraskevi | Paraskevi |
| 3      | Edward        | Paraskevi     | Dimosthenis   | Emmanuel Paraskevi     | Liia          | Edward Emmanuel      | Panagiotis A. | Andreas Edward Emmanuel Iraklis Liia Mariagapi Marinela Panagiotis A. Paraskevi Sifis Rachel | Andreas       | Dimosthenis   | Marinela      | Emiliano      | Andreas       | Dimosthenis Edward | Iraklis     | Edward Xenia    | Paraskevi   | Andreas   | Edward    | Edward Emiliano Iraklis Paraskevi | Iraklis   | Andreas Iraklis Paraskevi | Andreas   |
| 4      | Alexandra     | Iraklis       | Mariagapi     | Emmanuel Paraskevi     | Paraskevi     | Edward Emmanuel      | Sifis         | Andreas Edward Emmanuel Iraklis Liia Mariagapi Marinela Panagiotis A. Paraskevi Sifis Rachel | Panagiotis A. | Sifis         | Edward        | Panagiotis A. | Sifis         | Dimosthenis Edward | Mariagapi   | Edward Xenia    | Emiliano    | Emiliano  | Emiliano  | Edward Emiliano Iraklis Paraskevi | Andreas   | Emiliano                  |           |
| 5      | Eirini        | Liia          | Sifis         | Konstantinos Mariagapi | Dimosthenis   | Andreas Konstantinos | Rachel        | Andreas Edward Emmanuel Iraklis Liia Mariagapi Marinela Panagiotis A. Paraskevi Sifis Rachel | Iraklis       | Liia          | Panagiotis A. | Andreas       | Dimosthenis   | Paraskevi Xenia    | Emmanuel    | Andreas Iraklis | Andreas     | Paraskevi | Andreas   | Edward Emiliano Iraklis Paraskevi | Edward    |                           |           |
| 6      | Andreas       | Eirini        | Paraskevi     | Konstantinos Mariagapi | Mariagapi     | Andreas Konstantinos | Emiliano      | Andreas Edward Emmanuel Iraklis Liia Mariagapi Marinela Panagiotis A. Paraskevi Sifis Rachel | Mariagapi     | Panagiotis A. | Dimosthenis   | Mariagapi     | Edward        | Paraskevi Xenia    | Liia        | Andreas Iraklis | Iraklis     | Mariagapi | Mariagapi | Mariagapi                         |           |                           |           |
| 7      | Sifis         | Panagiotis A. | Emiliano      | Andreas Rachel         | Rachel        | Marinela Sifis       | Andreas       | Andreas Edward Emmanuel Iraklis Liia Mariagapi Marinela Panagiotis A. Paraskevi Sifis Rachel | Dimosthenis   | Edward        | Rachel        | Edward        | Mariagapi     | Mariagapi Marinela | Andreas     | Liia Paraskevi  | Liia        | Xenia     | Xenia     |                                   |           |                           |           |
| 8      | Rachel        | Marinela      | Panagiotis P. | Andreas Rachel         | Eirini        | Marinela Sifis       | Edward        | Andreas Edward Emmanuel Iraklis Liia Mariagapi Marinela Panagiotis A. Paraskevi Sifis Rachel | Emmanuel      | Marinela      | Liia          | Liia          | Marinela      | Mariagapi Marinela | Emiliano    | Liia Paraskevi  | Mariagapi   | Liia      |           |                                   |           |                           |           |
| 9      | Xenia         | Panagiotis P. | Konstantinos  | Liia Sifis             | Marinela      | Eirini Panagiotis A. | Paraskevi     | Andreas Edward Emmanuel Iraklis Liia Mariagapi Marinela Panagiotis A. Paraskevi Sifis Rachel | Edward        | Rachel        | Sifis         | Dimosthenis   | Panagiotis A. | Emiliano Liia      | Edward      | Mariagapi       | Dimosthenis |           |           |                                   |           |                           |           |
| 10     | Marinela      | Emmanuel      | Irida         | Liia Sifis             | Emmanuel      | Eirini Panagiotis A. | Konstantinos  | Andreas Edward Emmanuel Iraklis Liia Mariagapi Marinela Panagiotis A. Paraskevi Sifis Rachel | Sifis         | Mariagapi     | Emiliano      | Rachel        |               | Emiliano Liia      | Dimosthenis | Emmanuel        |             |           |           |                                   |           |                           |           |
| 11     | Mariagapi     | Xenia         | Emmanuel      | Emiliano Marinela      | Iraklis       | Paraskevi Rachel     | Marinela      | Andreas Edward Emmanuel Iraklis Liia Mariagapi Marinela Panagiotis A. Paraskevi Sifis Rachel | Marinela      | Iraklis       | Iraklis       |               |               | Andreas            | Marinela    |                 |             |           |           |                                   |           |                           |           |
| 12     | Paraskevi     | Edward        | Panagiotis A. | Emiliano Marinela      | Panagiotis A. | Paraskevi Rachel     | Emmanuel      | Andreas Edward Emmanuel Iraklis Liia Mariagapi Marinela Panagiotis A. Paraskevi Sifis Rachel | Rachel        | Emmanuel      |               |               |               | Sifis              |             |                 |             |           |           |                                   |           |                           |           |
| 13     | Emiliano      | Mariagapi     | Marinela      | Edward Irida           | Irida         | Iraklis              | Dimosthenis   | Andreas Edward Emmanuel Iraklis Liia Mariagapi Marinela Panagiotis A. Paraskevi Sifis Rachel | Paraskevi     |               |               |               |               |                    |             |                 |             |           |           |                                   |           |                           |           |
| 14     | Panagiotis P. | Sifis         | Xenia         | Edward Irida           | Edward        | Liia                 | Liia          | Konstantinos                                                                                 |               |               |               |               |               |                    |             |                 |             |           |           |                                   |           |                           |           |
| 15     | Dimosthenis   | Irida         | Rachel        | Eirini Panagiotis P.   | Emiliano      | Mariagapi            | Eirini        |                                                                                              |               |               |               |               |               |                    |             |                 |             |           |           |                                   |           |                           |           |
| 16     | Chrysa        | Rachel        | Iraklis       | Eirini Panagiotis P.   | Sifis         | Irida                |               |                                                                                              |               |               |               |               |               |                    |             |                 |             |           |           |                                   |           |                           |           |
| 17     | Irida         | Dimosthenis   | Eirini        | Dimosthenis            | Panagiotis P. |                      |               |                                                                                              |               |               |               |               |               |                    |             |                 |             |           |           |                                   |           |                           |           |
| 18     | Liia          | Konstantinos  | Liia          | Xenia                  |               |                      |               |                                                                                              |               |               |               |               |               |                    |             |                 |             |           |           |                                   |           |                           |           |
| 19     | Emmanuel      | Alexandra     | Alexandra     |                        |               |                      |               |                                                                                              |               |               |               |               |               |                    |             |                 |             |           |           |                                   |           |                           |           |
| 20     | Panagiotis A. | Chrysa        |               |                        |               |                      |               |                                                                                              |               |               |               |               |               |                    |             |                 |             |           |           |                                   |           |                           |           |

     Thí sinh được miễn loại
     Thí sinh bị loại
     Thí sinh được vào vòng tiếp theo
     Thí sinh chiến thắng cuộc thi
- Từ tập 1–6 là tập casting. Từ hàng ngàn chàng trai và cô gái dự thi đã được giảm xuống còn 84 thí sinh bán kết. Sau tập 6, 20 thí sinh được chọn vào cuộc thi.
- Tập 7 là phần 1 của tập đó và phần còn lại sẽ được chiếu ở tập 8.
- Trong tập 10, các thí sinh được đánh giá và được gọi tên theo cặp.
- Trong tập 13, các thí sinh được đánh giá và được gọi tên theo cặp.
- Trong tập 15, chỉ có top 2 và người bị loại được công bố.
- Trong tập 17, Emiliano được miễn loại vì giành được tấm ảnh đẹp nhất ở tập trước.
- Trong tập 21, Emmanuel, Iraklis, Paraskevi và Xenia được quay lại cuộc thi vì chiến thắng thử thách casting cho Elite Model Management. Và cũng trong tập đó, các thí sinh được đánh giá và được gọi tên theo cặp.
- Trong tập 23, các thí sinh được đánh giá và được gọi tên theo cặp.
- Trong tập 24, vì xảy ra mâu thuẫn sau kết quả của phần thử thách, nên trong buổi chụp hình thì Giorgos & Genevieve quyết định rằng các thí sinh sẽ phải tự chỉ đạo lẫn nhau, nói cách khác là thay thế vai trò của họ, và tự chọn bức ảnh đẹp nhất của mình. Trong buổi đánh giá, cố vấn Giorgos Karavas đã khuyên ban giám khảo không loại bất kỳ thí sinh nào. Do đó, không có ai bị loại trong tập này.
- Trong tập 28, chỉ có tên của người có tấm ảnh đẹp nhất và người bị loại được công bố.
- Trong tập 30, Emiliano bị loại vì có phần thể hiện kém nhất trong buổi trình diễn thời trang cuối cùng. Buổi loại trừ cuối cùng trong tập này được truyền hình trực tiếp và chương trình xác định quán quân bằng cách tính điểm qua 2 buổi chụp hình và số phiếu bầu từ khán giả của họ.

### Buổi chụp hình
- Tập 6: Đồ bơi trắng trên hồ bơi (casting)
- Tập 7: Khỏa thân và không khỏa thân
- Tập 9: Chiến binh trên bãi biển
- Tập 10: Các kiểu đám cưới
- Tập 11: Ảnh chân dung hoàng gia với côn trùng
- Tập 13: Tạo dáng trên xe hơi cổ điển theo cặp cho đồng hồ About Vintage
- Tập 14: Vũ công nhạc Pop
- Tập 15: Tạo dáng trong đồ thể dục với tác động của nước
- Tập 16: Những hoạt động hằng ngày ở dưới nước
- Tập 17: Trình diễn thời trang cho Project Soma
- Tập 18: Phong cách quân đội với dù nhảy
- Tập 19: Người dân bản xứ thời xưa
- Tập 20: Dắt chó đi dạo tại hồ Vouliagmeni cho Wella
- Tập 21: Chiến binh Trung Hoa đối đầu trên không theo cặp
- Tập 22: Đồ lót trắng trên giường
- Tập 23: Tạo dáng theo bảng chữ cái trên cà kheo theo cặp cho Cosmote What's Up
- Tập 24: Thợ lặn ở bãi biển
- Tập 25: Siêu anh hùng thời trang trên không
- Tập 26: Vũ công đường phố trước bảng chữ cái
- Tập 27: Lạc trên sa mạc theo nhóm (lấy cảm hứng từ Mad Max)
- Tập 28: Sang trọng trong trang sức với ngựa
- Tập 29: Điệp viên hành động
- Tập 30: Người nổi tiếng trên thảm đỏ; Khiêu vũ trong bữa tiệc